# Płaska
Płaska è un comune rurale polacco del distretto di Augustów, nel voivodato della Podlachia.
Ricopre una superficie di 373,19 km² e nel 2004 contava 2 629 abitanti.